# Peter Lönn
Peter Lönn (* 13. Juli 1961 in Norrköping) ist ein schwedischer ehemaliger Fußballspieler. Der Defensivspieler bestritt zwischen 1987 und 1989 sieben Länderspiele für die schwedische Nationalmannschaft.

## Werdegang
Lönn spielte in der Jugend beim Vorortverein Simonstorps IF, für den er Ende der 1970er Jahre auch in der unterklassig antretenden Wettkampfmannschaft debütierte. 1980 wechselte er zum IFK Norrköping, bei dem er jedoch erst nach dem Abstieg aus der Allsvenskan am Ende der Spielzeit 1982 den Durchbruch schaffte. Nach dem direkten Wiederaufstieg erreichte er mit der Mannschaft als Tabellenfünfter der regulären Spielzeit die Meisterschaftsendspiele, nach zwei Niederlagen gegen den IFK Göteborg war sie Vizemeister geworden. Nach einer Spielzeit im Abstiegskampf etablierte er sich in der Folge in der Spitzengruppe der Liga. Dabei spielte er sich ins Notizbuch von Nationaltrainer Olle Nordin und debütierte im April 1987 beim 3:1-Auswärtserfolg gegen die Sowjetunion im Nationaltrikot, dabei unterlief ihm jedoch ein Eigentor.
1988 holte Lönn schließlich mit dem Klub an der Seite von Göran Holter, Tor-Arne Fredheim, Sulo Vaattovaara und Mats Almgren den Landespokal. Zudem gehörte er neben Jan Hellström, Martin Dahlin, Leif Engqvist und Anders Limpar im selben Jahr zum Kader der von Benny Lennartsson trainierten Olympiamannschaft, die bei den Sommerspielen in Seoul als Gruppensieger vor der deutschen Olympiamannschaft im Viertelfinale nach Verlängerung an Italien scheiterte. Dabei bestritt er alle vier Partien über die komplette Dauer, mit dem Treffer zum 2:1-Endstand über die bundesrepublikanische Auswahl war er entscheidend am Gruppensieg beteiligt gewesen. Während sein Klub in der Spielzeit 1989 – unter anderem mit seinem Bruder Roger Lönn – den zwölften Meistertitel der Vereinsgeschichte gewann, hatte er bereits im Sommer sein Heimatland verlassen und sich dem Schweizer Klub Neuchâtel Xamax angeschlossen. Zwei Spielzeiten lief er für den Verein in der Schweizer Meisterschaft auf, ehe er wieder nach Schweden zurückkehrte. Beim IFK Norrköping beendete er 1992 seine aktive Laufbahn.